# Yuan Cha
Yuan Cha (元叉) (? -525.), kurtoazno ime Bojun (伯雋), nadimak Yecha (夜叉), bio je službenik na dvoru kineske/Xianbei dinastije Sjeverni Wei, koji je od 520. do 525. vladao kao regent malodobnom caru caru Xiaomingu. Bio je u dalekom srodstvu s carem Daowuom, osnivačem dinastije, a u službi je napredovao zahvaljujući braku sa sestrom carice majke Hu, koja je nakon muževe smrti vladala kao regentica. Nakon što je došao u sukob s caričinim ljubavnikom Yuan Yijem (元懌), godine 520. je organizirao puč prilikom koga je Yuan Yi ubijen,  a carica majka stavljena u kućni pritvor. Njegova petogodišnja vladavina je, pak, obilježena korupcijom i nesposobnošću, a što se odrazilo kroz niz vojničkih i seljačkih ustanaka. Carica majka Hu je iskoristila priliku da 525. organizira kontra-puč prilikom koga je Yuan Cha svrgnut. Ispočetka ga je mislila zadržati na životu, ali Yuan Chaova nepopularnost ju je prisilila da naredi Yuan Chaovo pogubljenje. 